# Marjuta Slamič
Marjuta Slamič, slovenska gledališka, televizijska in filmska igralka, * 15. december 1974, Postojna
Diplomirala je na Guildford School of Acting v Londonu in je članica ansambla Slovenskega narodnega gledališča v Novi Gorici. Nastopila je v več kratkih in celovečernih filmih. Na festivalu slovenskega filma je prejela vesno za najboljšo glavno žensko vlogo in nagrado Stopova igralka leta za film Za vedno leta 2008 ter vesni za najboljšo stransko žensko vlogo za film Šanghaj leta 2012 in za film Nika leta 2016. Leta 2021 je prejela Severjevo nagrado.

## Filmografija
- Družinica (2017, celovečerni igrani film)
- Ivan (2017, celovečerni igrani film)
- Nika (2016, celovečerni igrani film)
- Komedija solz (2016, celovečerni igrani film)
- Šiška Deluxe (2015, celovečerni igrani film)
- Zora (2014, kratki igrani film)
- Zoran, moj nečak idiot (2013, celovečerni igrani film)
- Šanghaj (2012, celovečerni igrani film)
- Aleksandrinke (2011, celovečerni dokumentarni film)
- Circus Fantasticus (2010, celovečerni igrani film)
- Črni bratje (2007, celovečerni igrani TV film)
- Slovenka (2009, celovečerni igrani film)
- Za vedno (2008, celovečerni igrani film)
- Plan B (2007, celovečerni igrani TV film)
- Delo osvobaja (2004, celovečerni igrani TV film)